# Retrograde Analyse
Düna-Zeitung, 1897
|   | a | b | c | d | e | f | g | h |   |
| 8 |   |   |   |   |   |   |   |   | 8 |
| 7 |   |   |   |   |   |   |   |   | 7 |
| 6 |   |   |   |   |   |   |   |   | 6 |
| 5 |   |   |   |   |   |   |   |   | 5 |
| 4 |   |   |   |   |   |   |   |   | 4 |
| 3 |   |   |   |   |   |   |   |   | 3 |
| 2 |   |   |   |   |   |   |   |   | 2 |
| 1 |   |   |   |   |   |   |   |   | 1 |
|   | a | b | c | d | e | f | g | h |   |

Der letzte schwarze Zug kann nur g7–g5 gewesen sein. Das ermöglicht Matt in 2 Zügen mit 1. hxg6 e.p. Kh5 2. Txh7#.
Bei Schachproblemen wird die retrograde Analyse (kurz Retroanalyse) oft als eine Technik eingesetzt, um festzustellen, welche Züge zuvor gespielt wurden, um eine bestimmte Stellung zu erreichen. Während diese Technik selten zur Lösung gewöhnlicher Schachprobleme benötigt wird, gibt es eine ganze Reihe von Schachproblemen, wofür sie ein wichtiger Teil ist; solche Probleme werden als Retros bezeichnet, die ganze Disziplin als Retroschach.

## Beschreibung
Sogenannte Schach-Retros können teils dieselbe Aufgabenstellung wie normale Schachprobleme haben und zum Beispiel nach einem Matt in zwei Zügen fragen. Aber das eigentliche Rätsel besteht dann darin, die Vorgeschichte einer Stellung zu ermitteln, zum Beispiel um die Möglichkeit einer Rochade oder eines en passant-Schlagens zu klären. Gemäß den Konventionen für Schachkompositionen muss die Stellung legal sein, also theoretisch durch reguläre Züge aus der Ausgangsstellung erreichbar sein. Die Rochade gilt als zulässig, wenn nicht durch Retroanalyse bewiesen werden kann, dass Turm oder König bereits gezogen haben. Der en-passant-Schlag gilt nur dann als zulässig, wenn durch Retroanalyse bewiesen werden kann, dass der letzte Zug ein Doppelzug eines Bauern war. Illegale Stellungen gelten als inkorrekt, auch die Prüfung auf Legalität geschieht mithilfe der Retroanalyse.
Andere Probleme können spezifische Fragen zur Vorgeschichte einer Stellung aufwerfen, wie zum Beispiel „Kann der Läufer auf c1 das Ergebnis der Umwandlung eines Bauern sein?“. Dies ist im Wesentlichen eine Frage der logischen Argumentation mit einer hohen Attraktivität für Rätselbegeisterte.